# Chorpfeilerfiguren des Kölner Doms

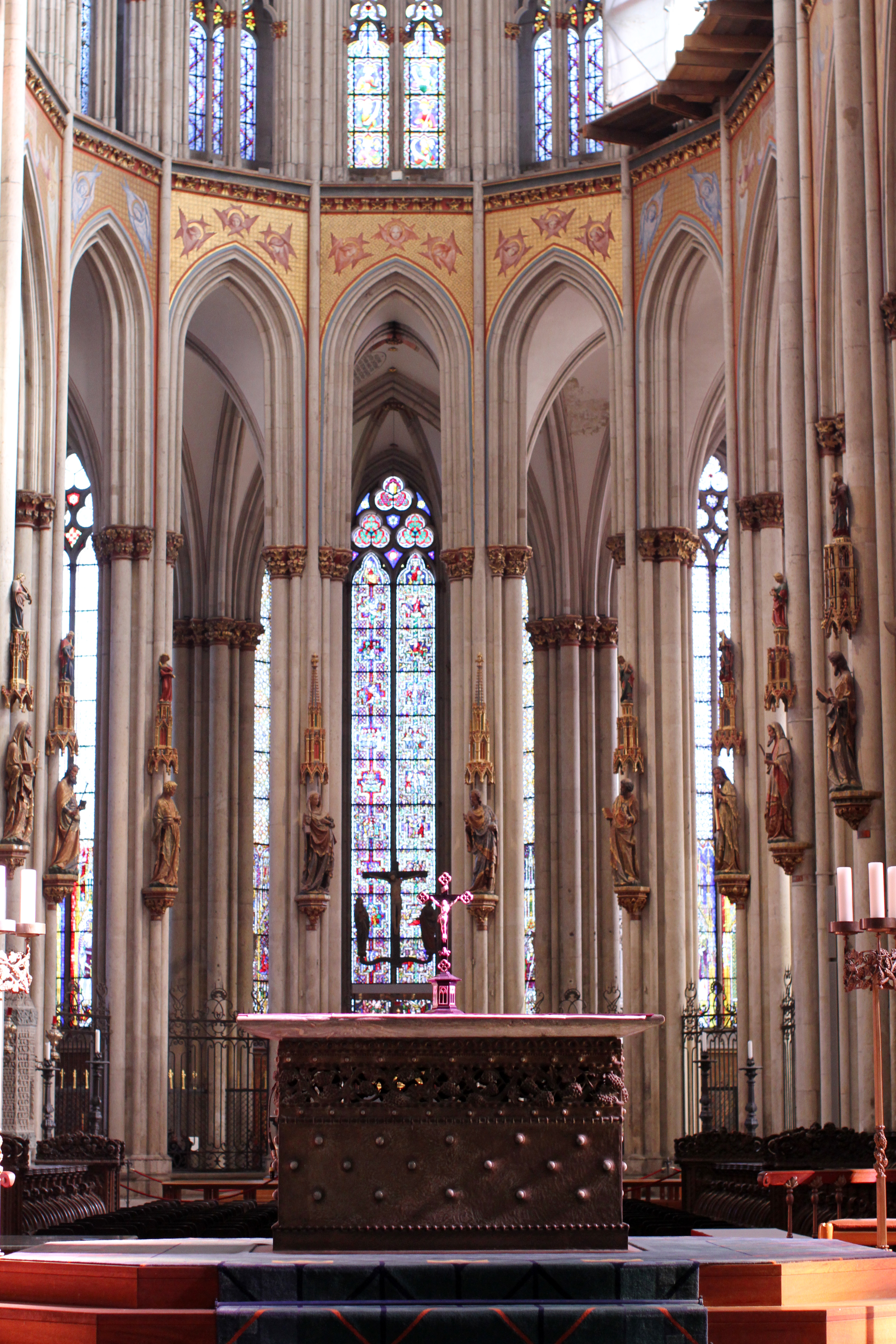
„Aura der Unnahbarkeit“: die Ausstattung des Hochchores des Kölner Doms (1310 bis 1340)

Die Chorpfeilerfiguren sind an den 14 Pfeilern des Hochchores im Kölner Dom aufgestellt. Die Statuen zeigen Christus, Maria und die zwölf Apostel; sie wurden Anfang des 14. Jahrhunderts von der Kölner Dombauhütte unter Aufsicht des Baumeisters Johannes von Köln geschaffen. Die bunt gefassten Figuren gelten als Inbegriff der hochgotischen Skulptur und als Höhepunkt ihrer manieristischen Phase und spiegeln in ihrer Preziosität den sogenannten Honoré-Stil, der zu Beginn des 14. Jahrhunderts in Paris vorherrschte. „Ihre herausragende Qualität umgibt die Chorpfeilerfiguren mit einer Aura der Unnahbarkeit.“ Heute werden sie zu den Hauptwerken europäischer Skulptur im frühen 14. Jahrhundert gerechnet.

## Geschichte

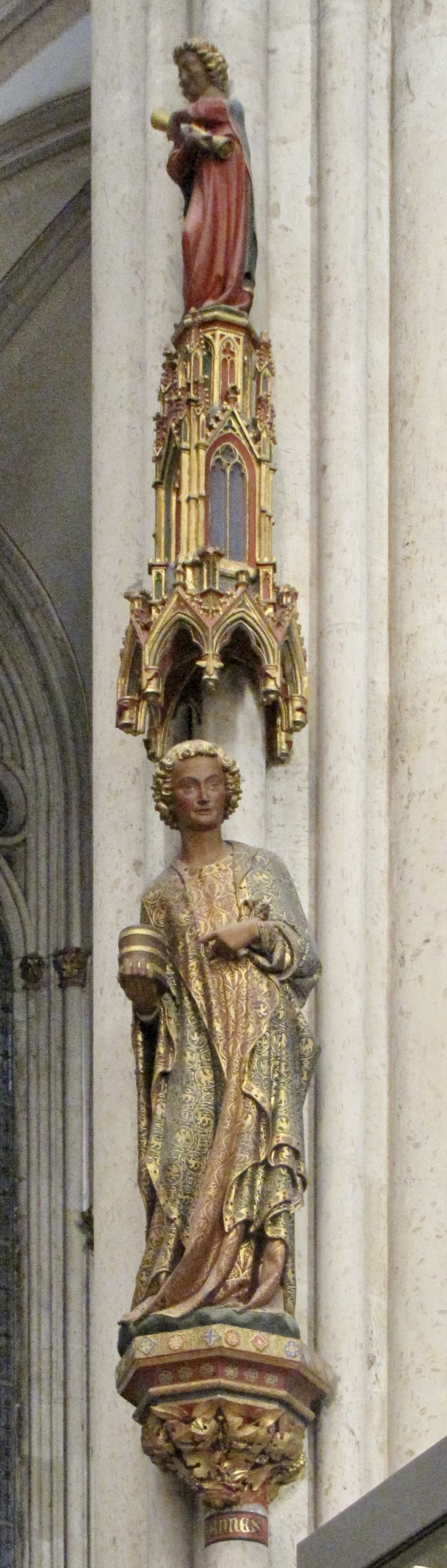
Höfischer Stil: Pretiose Chorpfeilerfigur Johannes (um 1320)

Um die Mitte des 13. Jahrhunderts einen Apostelzyklus für einen Chorbau zu planen, hatte Seltenheitswert. Das Mittelalter hatte zwar grundsätzlich die Vorstellung entwickelt, die Aposteln als geistige Stützen der Kirche mit den Säulen eines Gewölbes zu vergleichen. Diese Symbolik im Kirchenbaum baulich zu verwirklichen hatte aber 1248 erstmalig die Sainte-Chapelle in Paris geleistet. In Köln wurde dies von Meister Gerhard aufgegriffen, der bereits vor 1268 an den 14 Pfeilern die Konsolen und Baldachine für die Figuren fest einband. Die Figuren selbst sind zwischen 1310 und 1330 von der Kölner Dombauhütte unter Aufsicht von Dombaumeister Johannes geschaffen und aufgestellt worden. Zur gleichen Zeit wurden auch die Baldachine um die Engel ergänzt; sie wurden als Musikanten verstanden, die überirdische Musik machen. Für die Erstellung der Statuen werden die Bildhauer drei bis fünf Jahre benötigt haben. Kölner Künstler gaben den Figuren ihre farbige Fassung, als diese bereits an den Pfeilern aufgestellt waren.
Die Figuren sind als überschlanke, bewegte Gestalten modelliert, die sich in reich gefalteten und prächtig bemalten Gewändern einander zuneigen. Diese außergewöhnliche, neue Formensprache der Kölner Skulpturen ist vom Honoré-Stil inspiriert, der in Paris zum Ende des 13. und Beginn des 14. Jahrhunderts als höfischer Stil vorherrschte. Die Köln Formen inspirierten vor allem die Hofkunst Kaiser Ludwigs von Bayern zwischen 1330 und 1345 zu einer Welle von Nachfolgewerken. Dadurch dürfen die Chorpfeilerfiguren nicht nur als Höhepunkt der manieristischen Phase der gotischen Skulptur betrachtet werden. Sie sind gleichzeitig der Beginn für die neue, weichere Skulpturenkunst, die zum böhmischen Schönen Stil führt, der in ganz Europa nachgeahmt wurde.
Die besondere, offenbar unnahbare Qualität der Kölner Figuren sicherte ihnen über die Jahrhunderte anhaltende Wertschätzung. Selbst im Barock blieben die Figuren in ihrem farbigen Showeffekt unangetastet. Als im Zuge der zweiten Barockisierung des Chores 1766 alle Flächen geweißt und die Engelsgemälde in den Arkadenzwickeln übertüncht wurden, wurden die Figuren sauber abgewaschen, um ihre Farbwirkung zu verbessern.
Im Zuge der Domvollendung wurde in den Jahren 1841 und 1842 der Innenraum des Chores restauriert. Auch alle Apostelfiguren und die meisten Baldachinengel wurden abgenommen und restauriert. Die damals neu aufgebrachte farbliche Fassung scheint in Farbwahl und bei der Ornamentierung mit den Originalen vollständig übereinzustimmen. Die jüngste vollständige Restaurierung erfolgte zwischen 2009 und 2012. Die Figuren wurden gereinigt, die sich teilweise ablösenden Malschichten konsolidiert und gefestigt, kleinere Fehlstellen wieder ergänzt und retuschiert.

## Datierung und Künstler

### Überlegungen zur Datierung
Die Dompfeilerfiguren wurden wahrscheinlich unter der Aufsicht von Dombaumeister Johannes zwischen 1310 und 1322 geschaffen. Allerdings ist die Datierung der Chorpfeilerfiguren bis heute Gegenstand der wissenschaftlichen Diskussion. Die Konsolen und die Baldachine sind fest in die Pfeiler eingebunden und daher mit diesen bis spätestens 1268 errichtet worden. Die Figuren selbst können aber zu jedem beliebigen Zeitpunkt auf die Konsolen gestellt worden sein. Die ältere Forschung nahm an, die Figuren seien bis zur Chorweihe 1322 fertig gestellt worden. In den 1970er Jahren schienen stilistische Vergleiche mit der Liegefigur Konrad von Hochstadens und mit den Portalskulpturen aus Reims nahezulegen, dass die Figuren zwischen 1270 und 1280 geschaffen worden sein müssten, jedenfalls aber nicht „viel später als 1290/1300 zu datieren“ seien, wenn man sie mit Gestaltungsprinzipien der Pariser Skulptur vergleicht.
Erst 2012 hat Robert Suckale darauf hingewiesen, dass die Figuren vielleicht kurz vor der Domweihe 1322, wahrscheinlich aber zwischen 1320 und 1340 fertig geworden seien. Die Welle von Nachfolgewerken nämlich, die offenkundig von der neuen Formensprache der Kölner Figuren inspiriert worden sei, seien um 1330 bis 1345 entstanden. „Es ist auszuschließen, dass ein um 1260 geschaffener Zyklus plötzlich, das heißt nach gut siebzig Jahren eine Welle der Nachfolger ausgelöst hätte.“ In überlegter Argumentation hat 2014 Ulrike Bergmann die wissenschaftliche Diskussion zusammengefasst und auf zahlreiche stilistische Verbindungen zwischen den Chorpfeilerfiguren und anderen Ausstattungen des Chores – wie beispielsweise dem Chorgestühl – hingewiesen. Daher hat sie bisher unwidersprochen dafür plädiert, die Figuren in die Zeit zwischen 1310 und 1322 zu datieren.

### Überlegungen zu den Künstlern
Die Schöpfer der außergewöhnlichen Figuren dürfen zur Avantgarde der Kunst im frühen 14. Jahrhundert gerechnet werden, die aus der meisterhaften Beherrschung ihres Metiers in Kenntnis des damaligen Formenkanons genuin neue Werke zu schaffen in der Lage waren. An dem Werk waren mindestens vier verschiedene Bildhauer beteiligt. Da die Figuren Werke der Bauhüttenplastik waren, müssen wir ihre Schöpfer in der Dombauhütte suchen, die von etwa 1308 bis 1331 von Johannes und bis um 1333 von seinem Bruder Rutger geleitet worden ist. In Köln hatte sich in jener Zeit die Praxis herausgebildet, dass Künstler verschiedener Kunstrichtungen eng und kooperativ zusammengearbeitet haben. Das galt für ein Kunstprogramm in besonderem Maße, dass zum einen Steinbildhauer für die Skulpturen, Maler für deren Farbfassung und Steinmetzen für die Baldachine und Konsolen koordinieren musste, aber zudem den künstlerischen Zusammenhang herstellen wollte mit den Glasmalern für die Obergadenfenster, den Holzschnitzern für die Gestaltung der Mailänder Madonna und den Bildhauern für die Marmorfiguren am Hochaltar. Daher lassen sich die Pfeilerfiguren in die Kölner Kunst der Hochgotik einbetten. Die besondere Physiognomie, die Exaltiertheit der Frisuren und Bärte und die überpointierte Mimik findet sich auch in der zeitgleich hergestellten Tafelmalerei.
Die im Domchor erkennbar einheitliche Kunstidee und Stilauffassung aller dort versammelten Kunstwerke muss daher vom Dombaumeister hergestellt worden sein. Wir kennen zahlreiche Beispiele, bei denen die begabten Steinbildhauer zum Dombaumeister berufen wurden und auch in dieser Rolle aktiv als Bildhauer tätig waren. Von Peter Parler, der als Enkel von Johannes oder Rutger seine Lehrzeit an der Dombauhütte Köln verbracht hat, wissen wir das definitiv. Ob aber Johannes oder Rutger auch selbst als Schöpfer der Dompfeilerfiguren angesprochen werden dürfen, muss Spekulation bleiben.

## Beschreibung

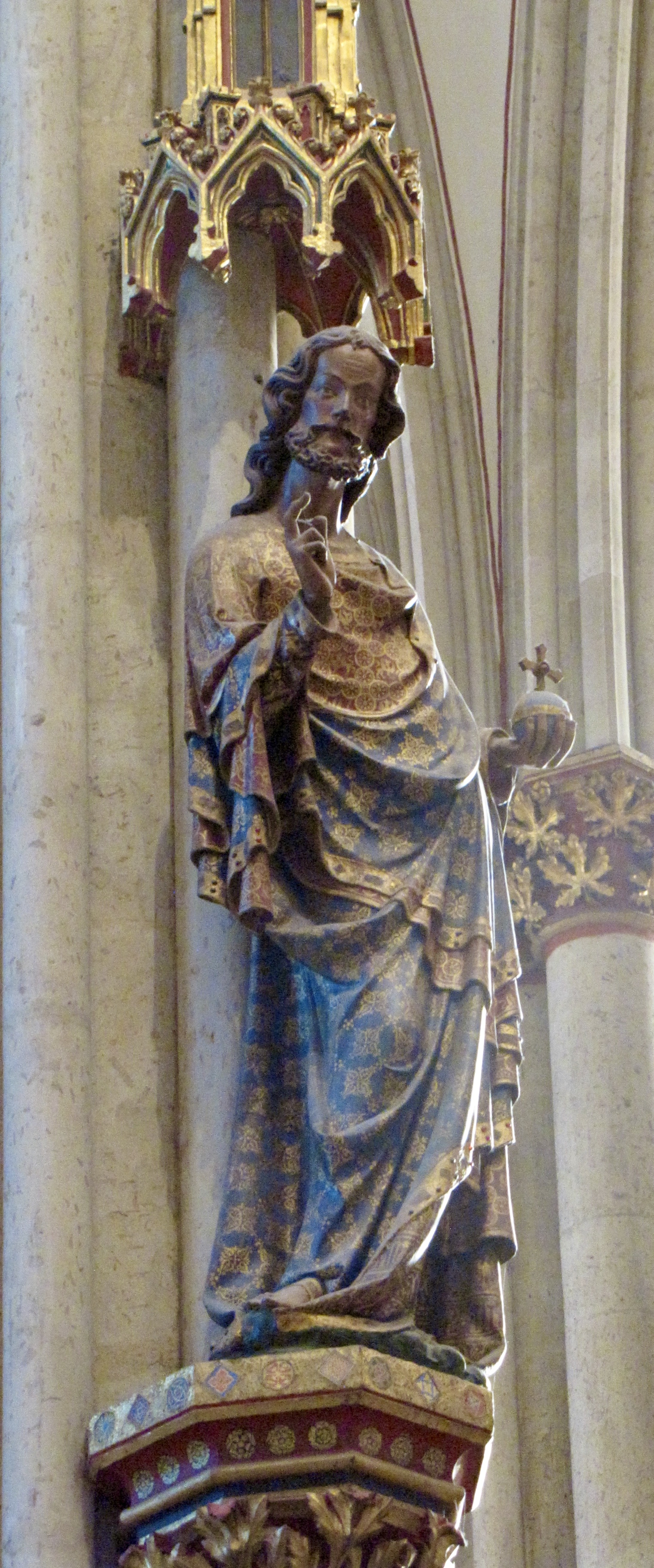
Segnende Geste: Christus

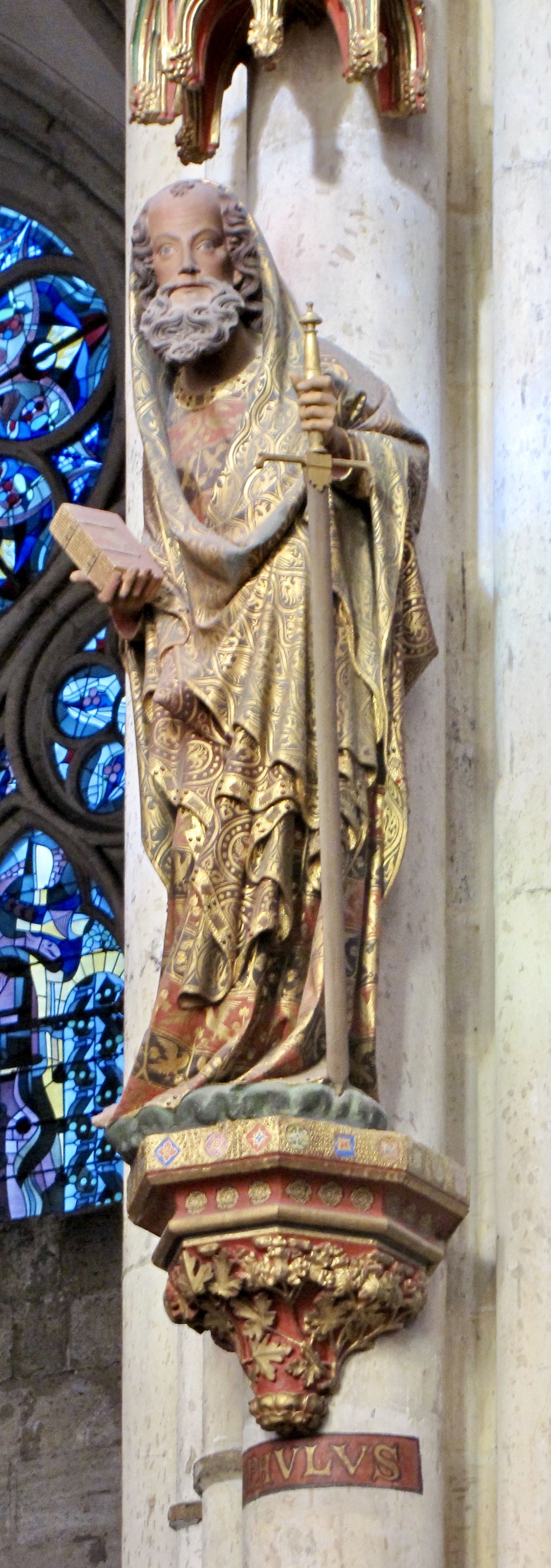
Mit dem Schwert: Paulus

### Vierzehn Figuren
Die 14 Figuren an den Chorpfeilern zeigen Jesus und Maria sowie die zwölf Apostel. Jesus und Maria sind an den beiden östlichsten Säulen rechts und links der Achskapelle aufgestellt. Ihnen stehen Apostel Petrus und Apostel Johannes an den beiden Säulen des Rundchores zur Seite. An den Säulen des Langchores folgen die anderen zehn Apostel. Die vier Figuren am Rundchor – Jesus, Maria, Johannes und Petrus – sind physiognomisch und typologisch vollkommen eigenständige Schöpfungen und als Plastik rundansichtig gelungen. Die weiteren Figuren zeigen typologische und formale Ähnlichkeiten, die nahelegen, dass sie nach Vorlagen variiert wurden. Sieben der Apostel haben differenzierte Gesichtsformen; dennoch wurden sie vor allem in ihren Attributen individualisiert. Durch ihre Körperschwingungen sind die Figuren in kommunikative Beziehung gesetzt. In zugewandter Geste sind Jesus und Maria aufeinander bezogen. Die Köperneigungen lassen ebenfalls einen Bezug vom Jünger Johannes zu Jesus und von Apostel Paulus zu Maria erkennen.
Die Skulpturengruppe folgt erkennbar einer Gesamtkonzeption; sie wirkt wie aus einem Guss. Den sichtbaren Blickachsen der Figuren untereinander scheint eine überlegte Gesamtplanung zugrunde zu legen. Gewandfassaden und Faltengruppierungen folgen einer einheitlichen Stilvorstellung, wobei die Ausführung mit unterschiedlichen Modellierungen durch Gürtung, Mantelführung und Kapuzen einen spannungsreichen Variantenreichtum erzeugt.
Der Zyklus von 14 Figuren ist aus Tuffstein gearbeitet. Alle Figuren sind rund zwei Meter hoch und damit überlebensgroß. Sie stehen vor den Chorpfeilern auf achteckigen Blattkonsolen, die mit aufwändigen Zierleisten geschmückt sind. Über den Figuren erhebt sich ein über achtseitigem Grundriss entwickelter Architekturbaldachin. Dieser wird bei den Figuren der zwölf Apostel von einem musizierenden Engel gekrönt. Das gesamte Ensemble hat jeweils eine Höhe von 5,25 Metern.
Die Figuren sind von den Bildhauern mit großer Sorgfalt gestaltet worden. „Auch im Detail ist die bildhauerische Ausführung virtuos.“ Die Stoffe sind in tiefen Falten und Schattenpartien gestaltet und wirken teilweise wie aufgeblasen. Auch auf glatten Flächen, wie beispielsweise an den Oberkörpern, zeigen die Gewänder faltige Fülle. Insgesamt wirken die Gewänder weich fallend und der Stein gleichsam entmaterialisiert. Die Gesichter wirken teilweise elegant, die Mimik mitunter überpointiert. Auffällig sind die sorgsam ondulierten Haare und die in manierierterer Form gekräuselten und manchmal steif vorgereckten steifen Bärte.

#### Chorpfeilerfigur Christus
Die Figur des Christus schwingt leicht nach links aus und ist in Kopfwendung und Oberkörperhaltung der Figur Mariens zugewandt. Die rechte Hand Christi ist zum Segensgestus erhoben. In der Linken hält die Figur einen Reichsapfel, wobei die Hand mit dem Attribut im 19. Jahrhundert ergänzt wurde. Es wurde vermutet, dass die Hand ursprünglich die Krone Mariens hielt. Die Christusfigur trägt ein besonders reich gefaltetes Gewand, das vorwiegend in blauer Farbe gehalten ist, auf dem filigrane goldfarbige Muster aufgetragen sind. Zur tiefblauen Farbgebung verwendeten die Fassmaler das besonders teure Lapislazuli aus Afghanistan. Das schmale, asketische Gesicht der Figur zeigt pointierte, aber ausgewogene Mimik. Haare und Bart sind leicht onduliert und bräunlich gehalten.
Über der Christusfigur erhebt sich ein Baldachin ohne Engelsfigur, wie ihn auch die Marienfigur besitzt.

#### Chorpfeilerfigur Maria
Die Marienfigur steht zur Rechten Christi. Sie schwingt nach links aus und folgt damit der südlich aufgestellten Christus-Figur in einem Parallelschwung; der Blick Mariens ist Christus zugewandt. Maria trägt das aufwändigste Gewand das Zyklus; sie ist daher aus einem breiteren Block gearbeitet als alle anderen Figuren. Ihr Oberkleid ist in rot und grün, das Unterkleid in blau gehalten; zur leuchtenden Farbgebung verwendeten die Fassmaler den roten Farbstoff von der asiatischen Schildlaus (Lac dye) und das blaue Lapislazuli aus Afghanistan. Alle Stoffe sind detailreich golden bemalt. In der rechten Hand hält Maria ein Buch, mit ihrer linken drückt sie die Kleider an sich. Der Gürtel, der als Zeichen ihrer Unberührt verstanden werden darf, ist gut sichtbar. Maria trägt unter einem Kopftuch, das goldgelockte Haare vorscheinen lässt, einen mimisch etwas kecken Gesichtsausdruck, der eine enge stilistische Verwandtschaft zur Figur der Mailänder Madonna zeigt.
Der Baldachin der Marienfigur ist – wie bei der Figur Christi – ohne Engel gestaltet.

#### Chorpfeilerfigur Petrus
Die rundansichtig gelungene Figur Petri steht zur Linken der Christus-Figur. Die klassisch anmutende, zwar schlanke, aber stabile Körperlichkeit vermittelnde Statue zeigt einen starken Schwung nach rechts, der sie in kommunikative Beziehung zu der gegenschwingenden Marienfigur setzt. Auch der Blick Petri richtet sich auf Maria. Das Gesicht Petri ist physiognomisch an den tradierten Abbildungen orientiert und zeigt einen kompakten schwarzen Bart und ein schwarzes, leicht gekräuseltes Kopfhaar, das sich auf dem Haupt lichtet. Die Figur hält in der rechten Hand ein Buch und in ihrer Linken die ikonologisch geforderten Petrus-Schlüssel.
Der Engel über der Petrus-Figur schlägt die Schellentrommel.

#### Chorpfeilerfigur Johannes
Die Figur des Jüngers Johannes ist wie üblich bartlos dargestellt. Als einzige Apostelfigur trägt er einen blonden Lockenschopf. Das Gesicht zeigt einen introvertierten Blick; seine Haltung ist allerdings auf die Christusfigur bezogen. Das Gewand ist vergleichsweise wenig gefältelt, aber der Stoff besonders reich ornamentiert. Johannes trägt als Attribut ein Giftfässchen. Es wurde bemerkt, dass die Kopfform der der Maria besonders ähnlich erscheint.
Der Engel über der Johannes-Figur schellt die Glöckchen.

#### Chorpfeilerfigur Jakobus Maior
Die Figur des Jakobus Maior zeigt einen gesetzte Haltung, die nur wenig nach links ausschwingt. Jakobus trägt einen weiten Umhang, der vor der Brust von einer Muschel gehalten wird, die als Zeichen der Pilger gilt. In der rechten Hand führt der Apostel den Pilgerstab, in der linken ein Buch. Jakobus Maior trägt einen ausgeprägten, stark modulierten und etwas manieriert wirkenden Bart, der braun gefärbt ist. Der Blick unter hoch gebogenen Augenbrauen wirkt visionär; Jakobus Maior blickt quer durch den Hochchor auf Simon Zelotes.
Der Engel über der Jakobus Maior Figur bläst die Sackpfeife.

#### Chorpfeilerfigur Andreas
Der Apostel Andreas trägt das Andreaskreuz mit beiden Händen. Daher nimmt er eine leicht nach vorn gebückte Haltung ein. Sein wacher Blick richtet sich quer durch den Hochchor zu Jakobus Minor. Andreas trägt einen reich ornamentierten Umhang, dessen goldfarbige Bemusterung so großflächig ausfällt, dass der Stoff überwiegend golden wirkt. Die Apostelfigur trägt einen rauschenden, leicht vorstehenden Bart, der als typisches Merkmal des Honoré-Stils gilt.
Der Engel über der Andreas-Figur zupft die Harfe.

#### Chorpfeilerfigur Paulus
Die Figur des Apostels Paulus trägt reich gefaltete Gewänder, von denen ein Tuch über den Kopf geschlagen ist. Die Muster von Unter- und Übergewand sind großformatig und zeigen Vögel, Adler, geflügelte Löwen und Blumen auf rot-braun kariertem Tuch. Paulus, der sanft nach rechts schwingt, blickt quer durch den Hochchor auf die Christus-Figur. Paulus trägt als Attribute in seiner rechten Hand ein Buch und in der linken ein Schwert. Der vergleichsweise große Kopf des Apostels folgt der tradierten Physiognomie und hat einen etwas manierierten, ins grau changierenden Bart; der Apostel ist mit Halbglatze dargestellt. Der Engel über der Figur spielt die Fidel.

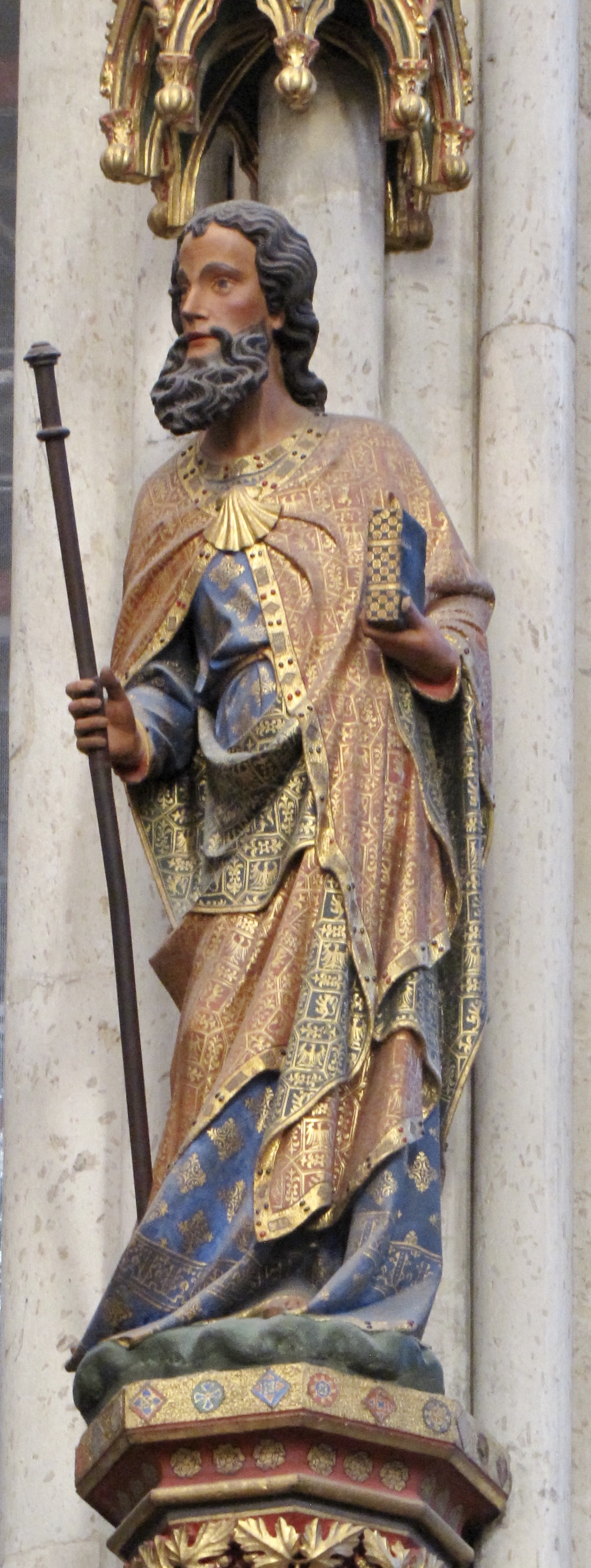
Muschel der Pilger: Jakobus Maior

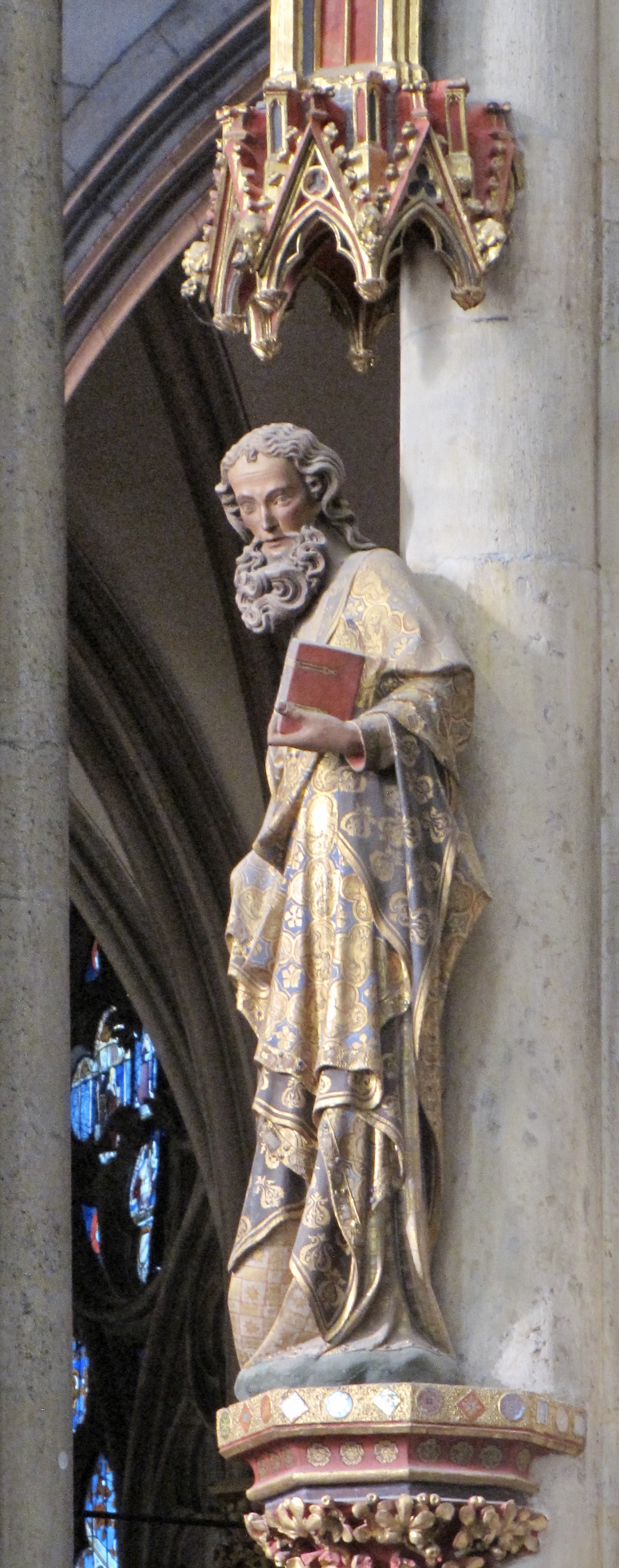
Überschlanke Gestalt: Jakobus Minor

#### Chorpfeilerfigur Bartholomäus
Die Figur des Bartholomäus scheint vor allem von der Front her gestaltet. Er zeigt eine Variante der Figur, die auch für Paulus verwendet wurde, was dem Bartholomäus weniger eigenständige Züge gibt. Die Apostelfigur hat die Toga über den Kopf geschlagen, hält in der rechten Hand ein Messer und in der Linken ein Buch. Der Engel spielt auf der Citole.

#### Chorpfeilerfigur Philippus
Apostel Philippus ist mit einem besonders üppigen, braun gelockten Kopf- und Barthart dargestellt. Die Augenbrauen des Gesichtes sind leicht zusammengezogen, was dem Gesicht des Apostels eine weniger manierierten Ausdruck gibt, als vielen anderen der Figuren. Die Statue des Apostels vollzieht eine auffällige Rechtsdrehung. In der linken Hand stützt sich Philippus auf einen Kreuzstab, in der rechten hält er ein Buch. Der Engel über dem Baldachin zupft die Citole.

#### Chorpfeilerfigur Simon Zelotes
Die Statue des Simon Zelotes ist schlank und nach rechts gebogen. Der Kopf ist leicht nach vorn geneigt, so dass der braune Bart buschig wirkt. Biegsame Form und Kopfhaltung scheinen ausgeprägt vom Honoré-Stil beeinflusst, was der Statue eine etwas fließende, nach manchen Beobachtern unglücklich proportionierte Haltung gibt. Mit der linken Hand stützt sich die Figur auf eine Säge, in der rechten hält sie ein Buch. Der Baldachin über die Figur ist besonders aufwändig gestaltet und zeigt das doppelstöckige Modell der Liebfrauenkirche in Trier. Der darüber positionierte Engel spielt eine Fidel.

#### Chorpfeilerfigur Jakobus Minor
Die Figur des Jakobus Minor zeigt einen etwas angestrengten Gesichtsausdruck mit leicht gefurchter Stirn. Die Kopfhaltung ist in typischer Stilausprägung des Höfischen Stils nach vorne geneigt, so dass sich das Kinn auf die Brust senkt und den manieriert durchgeformten Bart hervorhebt. Der Apostel stützt sich mit der rechten Hand auf einen Knüppel, mit der Linken hält er ein Buch. Der Engel auf dem Baldachin spielt auf dem Portativ.

#### Chorpfeilerfigur Matthias
Apostel Matthias ist mit einem Beil dargestellt, das er in seiner rechten Hand führt. Dieses Attribut war im frühen 14. Jahrhundert eine Neuerung. Das reich wallende Gewand hat der Apostel auch als Kapuze über den Kopf geschlagen; zudem verhüllt es die linke Hand der Figur, die ein Buch hält. Unter den üppigen Falten versinkt der Körper des Apostels, der einen leichten Linksschwung andeutet. Matthias hält einen Blickkontakt quer durch den Chor zur Figur des Thomas. Der Engel auf dem Baldachin spielt eine Quinterne.

#### Chorpfeilerfigur Thomas
Die Figur des Apostels Thomas ist frontal dargestellt und unterscheidet sich dadurch von den übrigen Figuren des Zyklus. Das Gewand ist straffer anliegend und weniger üppig gefältelt. Die Statue trägt einen besonders langen, im Honoré-Stil ondulierten, braunen Bart. Thomas hält in beiden Händen ein Buch, in das er scheinbar versunken zu lesen scheint. Der Engel über die Figur spielt auf der Psalterium.

#### Chorpfeilerfigur Judas Thaddäus
Der knotige Stock ragt als Attribut hoch vor der Figur des Judas Thaddäus auf. Der Apostel führt ihn in seiner rechten Hand, in seiner linken ein Buch. Die Statue zeigt einen leichten Rechtsschwung. Das Gesicht des Judas Thaddäus ist wenig individualisiert, allerdings ausgewogen geformt. Es soll offenbar typologisch einen Apostel, weniger eine individuelle Person darstellen. Der Blick des Judas Thaddäus scheint Kontakt mit der Figur des Philippus aufzunehmen. Der Engel über dem Apostel bläst die Schalmei.

#### Musizierende Engel
Jedem der zwölf Aposteln ist ein musizierender Engel zugeordnet, der den Baldachin des Figurenensembles bekrönt; sie sind einander paarweise zugewandt. Ursprünglich waren die Engel nicht vorgesehen; sie wurden allerdings noch zur Bauzeit des Chores eingeplant. Die Engel wirken in der Ausführung einfacher und in der Körperhaltung weniger artifiziell als die Apostel. Auch die Gewänder der Engel sind bedeutend schlichter und zeigen nur je ein einfaches Untergewand und einen über die Schulter gelegten Mantel. Die Köpfe der durchwegs blond gelockten Engel sind kugelig und zeigen einen verschmitzten, teilweise kindlichen Gesichtsausdruck. Er ist als seliges Lächeln beschrieben worden, das zeige, wie sie verklärt der himmlischen Musik lauschten. Jeder Engel spielt ein anderes Musikinstrument. Dargestellt sind u. a. das Psalterium, das Portativ, die Citole, die Fidel, die Sackpfeife, die Glocke, die Schellentrommel, die Harfe, die Quinterne und die Schalmei.

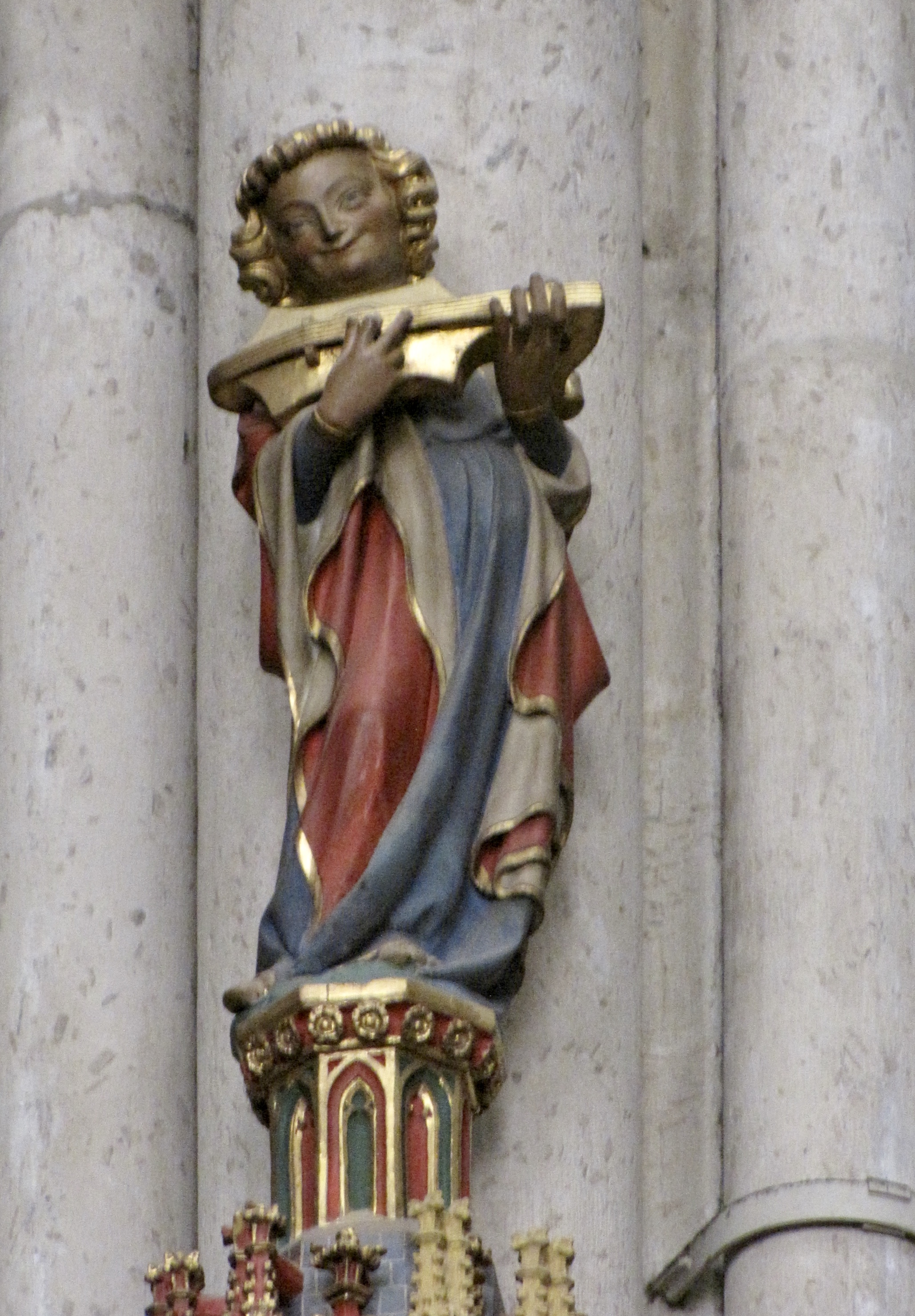
Citolen-Zupfer
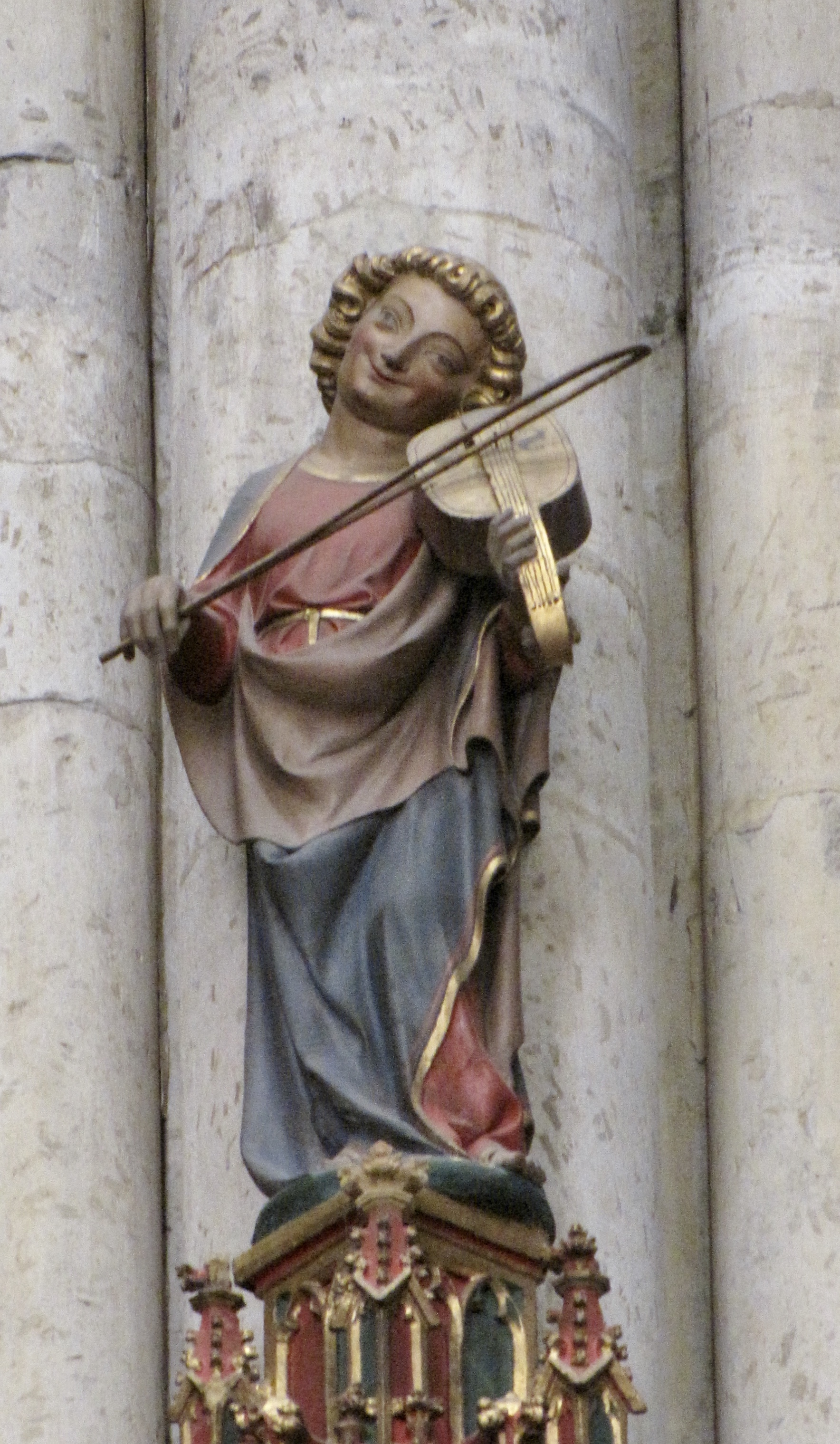
Fidel-Streicher
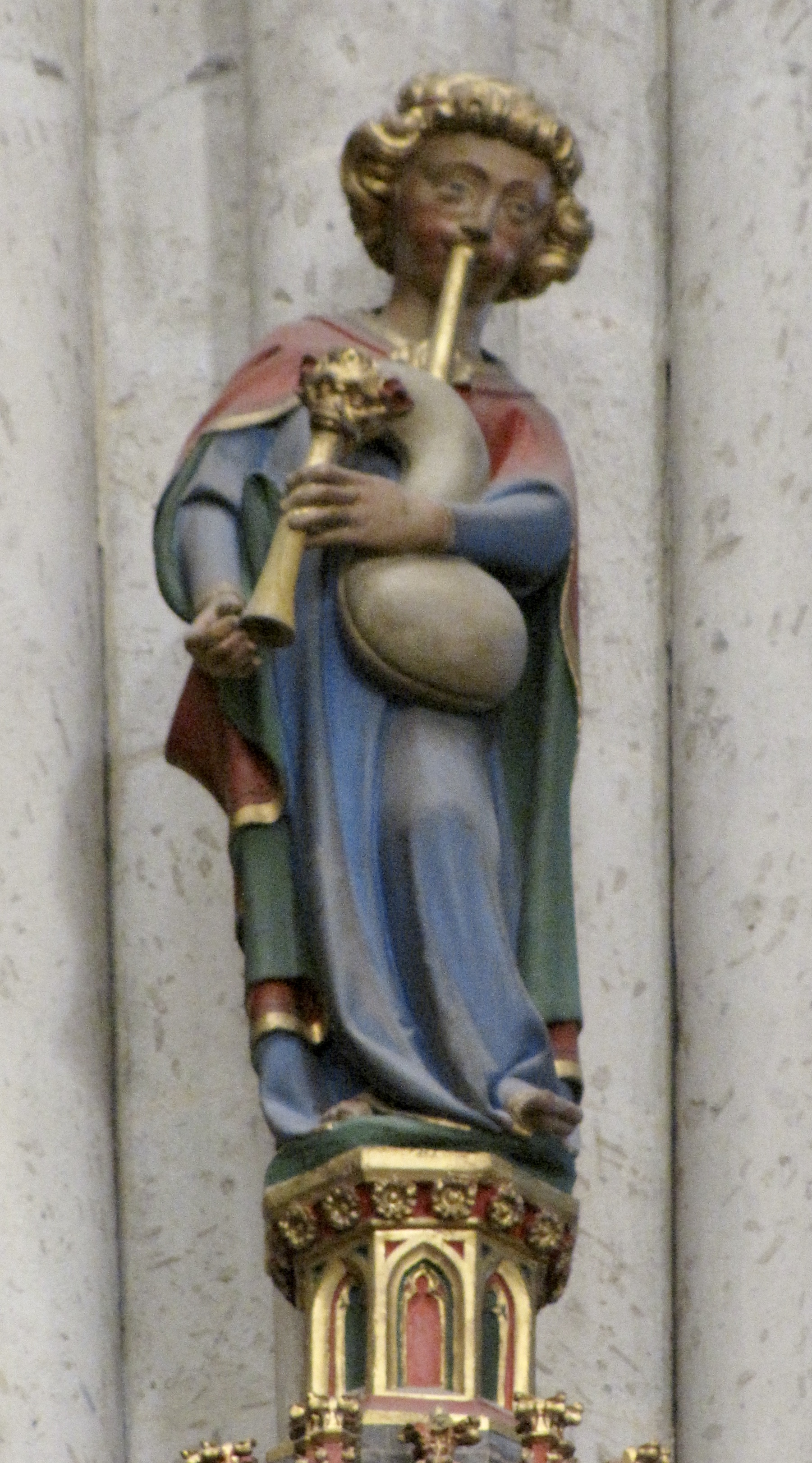
Sackpfeifen-Bläser

#### Baldachine und Konsolen
Die 14 Chorpfeilerfiguren werden von aufwändig gestalteten Baldachinen überfangen, die jeweils rund 1,50 Meter hoch sind. Diese setzen sich aus drei verschiedenen, übereinander stehenden Bauteilen zusammen. Der unterste Teil, der eigentliche, oktogonal gestaltete Baldachin, bindet tief in die Dienste der Pfeiler ein und wurde daher mit dem Bau der Pfeiler versetzt. Darüber befindet sich ein Architekturaufbau, der gotische Fenster und Fialtürmchen zeigt. Als drittes haben die Steinmetzen bei den Apostelfiguren musizierende Engel und bei Christus und Maria einen bekrönenden Fialhelm aufgesetzt. Alle Bauteile sind aus Baumberger Sandstein gearbeitet. Aus der Ferne wirken die minuziös gearbeiteten Architekturbaldachine wie Expositorien von Monstranzen und Reliquiaren und zeigen damit eine Nähe zu den Preziosen der Schatzkunst.
Die acht Baldachine am Rundchor zeigen noch eine ungeübte Aneignung des gotischen Stils. Die Bauteile am Chorhaupt weisen geknickte Wimpernschenkel auf, modellieren die Kriechblumen als kleine Wellen und verzichten auf die Wasserspeier. Bei den sechs Baldachinen im Chorhals sind alle diese Details formal hochgotisch ausgeprägt. Die Zinnentürmchen sind in unterschiedlichen geometrischen Verteilungen auf den Baldachinen angeordnet, wodurch sich eine Varianz in der Ausgestaltung ergibt, die gleichwohl den einheitlichen Gesamteindruck nicht beeinträchtigt.
Die Baldachinaufbauten in Architekturformen sind in der heutigen sichtbaren Form erst mit den Pfeilerfiguren aufgesetzt worden, also etwa 40 bis 50 Jahre nach dem Bau der Pfeiler und der dort einbindenden Baldachine. Die Aufbauten zeigen – mit einer bemerkenswerten Ausnahme – idealisierte gotische Bauformen, die in abwechselnder Reihenfolge entweder im quadratischen oder im kreuzförmigen Grundriss gestaltet sind. Lediglich der Aufbau am Baldachin über dem Apostel Simon unterscheidet sich signifikant von den anderen Modellen. An dieser Stelle haben die Steinmetzen mit singulärer Sorgfalt den Architekturbau ausgehöhlt und eine Miniature der Liebfrauenkirche in Trier geschaffen.
Die vierzehn Konsolen zeigen alle einen Laubkranz verschiedener Pflanzen, der in unterschiedlicher Qualität bildhauerisch ausgearbeitet ist. Teilweise ist das Laub aufliegend gestaltet; manche Laubkränze zeigen aufwändige Durchbrechungen. An der Konsole des Apostels Thomas haben die Steinmetzen zwei Vögel in den Laubkranz gesetzt, die an Weinbeeren picken. Trotz der stilisierten Gestaltung lassen sich die verschiedenen Pflanzenarten identifizieren, wobei manche Interpretationen umstritten sind: An den Konsolen wurde das Laub von der Feige, dem Feldahorn, dem Hopfen (zusammen mit Rosenblättern), dem Wein (zusammen mit Pfeilkraut) und dem Eibisch beschrieben. Die Bearbeitungsspuren am Laubwerk unter dem Apostel Paulus, legen nahe, dass an diesem Pfeiler, der als erster im Chor versetzt worden ist, die Konsole mit Bossen in den Pfeiler eingebunden und das Laubwerk erst vor Ort ausgearbeitet wurde. Alle anderen Konsolen scheinen ihr Blattwerk vollständig auf der Werkbank erhalten zu haben und als fertige Werkstücke versetzt worden zu sein.

### Steine
Den Zyklus von 14 Figuren haben die Steinmetzen aus unterschiedlichen Gesteinen gearbeitet. Die Plinthe ist aus hartem Drachfelstrachyt gearbeitet. Dieser Sockel bindet tief in die Pfeiler ein und trägt die Statuen. Die fein geschnittenen Konsole, die einen stets unterschiedlichen Blattkranz zeigt, ist ebenso wie der Baldachin und den getrennt gearbeiteten Engeln aus Baumberger Sandstein gearbeitet, der sich für die filigrane Arbeit besonders gut eignet. Die Figuren selbst haben die Meister aus Tuffstein geschnitten, der besonders leicht ist. Bei der Höhe von über 2 Metern wurde durch die Arbeit in Tuffstein je Statue etwa 280 Kilogramm Auflast gespart. Detaillierte Untersuchungen haben gezeigt, dass nur die Plinthe, die Konsole und der Baldachin mit den Pfeilern versetzt wurden. Diese Teile müssen daher um 1268 vollendet gewesen sein. Die Tuffstein-Statuen und die Engel sind 50 bis 70 Jahre später versetzt worden.

### Farbfassung
Die Pfeilerfiguren sind im 14. Jahrhundert mit besonders hohem Aufwand farblich gefasst worden. Um leuchtende Farbigkeit zu verwirklichen, nutzten die Fassmaler intensive Farben, bspw. für die rote Farbe den Lac dye, der aus der asiatischen Schildlaus gewonnen wurde. Für die tiefblaue Färbung, die u. a. bei den Gewändern von Christus und Maria Verwendung fand, griffen die Fassmaler auf Lapislazuli aus Afghanistan zurück. Um die Leuchtkraft weiter zu stärken, wurden die Flächen mit Silber und leuchtenden Lacken überzeugen. Wir müssen davon ausgehen, dass der heute sichtbare Farbauftrag aus dem 19. Jahrhundert zwar sehr weitgehend den ursprünglichen Motiven entspricht, in seiner Farbwirkung aber matter wirkt als das Gotische Original. Auch in ihrer außerordentlich reichen Farbigkeit scheint die Sainte-Chapelle wichtige Impulse für die Fassung der Chorpfeilerfiguren gegeben zu haben.
Die Kölner Figuren sind mit 39 verschiedenen, farbintensiven und kompliziert gemusterten Gewändern aufwendig bemalt, was sowohl technisch als auch gestalterisch eine außergewöhnliche Leistung ist. Die komplizierten, großmotivigen Muster folgen im Detail den zahlreichen Faltenverläufen von Ober- und Untergewand; auch die Futterstoffe zeigen eine aufwändige Bemusterung. Sie ergeben damit geradezu einen “Show-Effekt der Seidenstoffe.” Alle gezeigten Stoffmuster lassen sich im Mittelalter nachweisen. Detaillierte Untersuchungen haben gezeigt, dass die Figuren 1841/42 bei ihrer grundlegenden Restaurierung zwar auch neu bemalt wurden, die Neufassung gleichwohl als regelrechte Kopie der mittelalterlichen Vorbilder gelten darf. Bei allen Bemühungen der Restauratoren war die Originalfassung allerdings noch feinnerviger und detailreicher.

### Theologisch-künstlerisches Programm
Die zwölf Apostel an den Pfeilern des Gewölbes folgen der mittelalterlichen Vorstellung, dass die Apostel als Stützen der „ecclesia spiritualis“ angesehen werden dürfen, ebenso wie die Pfeiler in der „ecclesia materialis“ das Gewölbe tragen. Die Zwölfzahl wird betont, indem nur die Apostelfiguren mit je einem von zwölf Engeln bekrönt werden.
Das Figurenensemble, in deren Mitte Christus und Maria stehen, hat Renate Kroos als Versammlung zur Marienkrönung interpretiert. Sie verweist dazu auf die Marienlieder, die im 14. Jahrhundert zu Mariae Himmelfahrt gesungen wurden, und sich ausdrücklich auf die Erhebung und Krönung Mariae bezogen. Aus diesem Grunde stehe Maria auch zur rechten Christi auf dem Ehrenplatz. In der gotischen Fassung habe Christus in seiner linken Hand eine Krone gehalten, die allerdings im 19. Jahrhundert bei der Erneuerung der Hand durch einen Reichsapfel ersetzt worden sei. Zusätzlich spiegele sich in der Versammlung Christi im Kreise seiner Jünger auch eines der ältesten Motive, die in den Apsiden von romanischen Kirchen malerisch dargestellt worden sind: den thronenden Christus, umgeben vom Senatus apostolorum. Diesen beiden Bildmotive seien in der Statuenreihe in einer damals innovativen Form verbunden worden.

## Stil
Lange galten die Chorpfeilerfiguren als „stilistisch isoliert,“ da ihnen kaum andere Kunstwerke direkt an die Seite gestellt werden konnten. Erst Ulrike Bergmann konnte 2014 mit vielen guten Argumenten plausibel machen, dass die Künstler der Chorpfeilerfiguren ihre preziose Ausdrucksform vom Honoré-Stil abgeleitet haben, dem dominierenden höfischen Stil in Paris am Ende des 13. und Beginn des 14. Jahrhunderts. Die schlanken Silhouetten der Figuren, der reiche Faltenwurf, die pointierte Mimik und die ondulierten, abstehenden Bärte gelten als typische Merkmale dieses Stils, der in Paris vor allem in der Buchmalerei nachweisbar ist.
Als Statuen lassen sich die überschlanken Figuren in prachtvollen Gewändern in ihrem Stil sowohl in die Tradition der Pariser als auch der Reimser Skulpturenkunst stellen, ohne dass sich aber ein enger Bezug zu einer französischen Vorlage herstellen lässt. Offenbar haben sich die Künstler der Dombauhütte, die sie geschaffen haben, dem Ideal einer hochgotischen Skulptur verpflichtet gefühlt, die dem absoluten Anspruch der perfekten gotischen Kathedrale, für die die Figuren gedacht waren, entsprechen sollte. Vergleichsweise enge stilistische Bezüge lassen sich zu anderen Ausstattungsteilen des Domes herstellen, die aus derselben Zeitepoche stammen. Dazu gehört zweifellos die Mailänder Madonna und in schwächerem Maß auch die Figuren des Hochaltars oder die Chorschrankenmalerei.

## Rezeption
Die 14 Chorpfeilerfiguren des Domes sind eine bemerkenswerte künstlerische Leistung der Dombauhütte. Der Kunsthistoriker Peter Kurmann hält sie für die „Idealen Statuen der Hochgotik“ – in bewusster Analogie zum Urteil von Dombaumeister Arnold Wolff, der den Dom für die „Ideale gotische Kathedrale“ gehalten hat.

### Rezeption in der Internationalen Gotik
Die Chorpfeilerfiguren, deren künstlerische Schöpfer zur Avantgarde Gotischer Kunst gezählt werden dürfen, wurden nach der Untersuchung von Robert Suckale früh rezipiert und nachgeahmt. Die stilistische Wirkung des weicheren, geschwungenen Stils in der Skulpturenkunst setzt der Kunsthistoriker so weitreichend an, dass er die Chorpfeilerfiguren nicht nur als Höhepunkt der manieristischen Phase der gotischen Skulptur betrachtet. Sie seien gleichzeitig der Beginn für die neue, weichere Skulpturenkunst, die zum böhmischen Schönen Stil führt, der in ganz Europa nachgeahmt wurde.

### Rezeption im 19. und 20. Jahrhundert
Als sich in den 1840er Jahren die Pläne für die neugotische Domvollendung konkretisierten und mit der Restaurierung der Chorausstattung begonnen wurde, begann auch eine Reflexion über die Ästhetik der Chorpfeilerfiguren. 1842 urteilten die beiden Förderer des Dombaues August Reichensperger und Sulpiz Boisserée, die auch beide zu den Gründungsmitgliedern des Zentral-Dombau-Vereins gehörten, über die Statuen. Ihr Urteil indessen war grundverschieden. August Reichensperger schätzte die Figuren und lobte in einer umfangreichen Denkschrift den hohen Grad der Durchbildung, den blendenden Reichtum und ihre mit Anmut gepaarte Leichtigkeit. Reichensperger würdigte, dass „der Meister ihre Gewänder aus Feuer und Gold gewirkt“ habe; sie seien „hingestellt in leuchtender Herrlichkeit.“
Sulpiz Boisserée allerdings, der sonst so unbestechlich über die Leistungen der Gotik geurteilt hat, konnte sich beim Urteil über die gotischen Skulpturen von seinem klassizistisch geprägten Blick nicht lösen und fand für die Figuren nur abwertende Worte. Die großen Standbilder an den Säulen zeichneten sich, so schrieb Boisserée, durch gesuchte Künstlichkeit in der Stellung und der technischen Behandlung aus. Besonders sei die seitwärts gebogene Stellung mit stark vorgeschobener Hüfte, die in den Bildwerken des 13. und 14. Jahrhunderts üblich gewesen sei, bei den Chorpfeilerfiguren “unangenehm übertrieben.” Auch zeugten die außerordentlich tief und hervorstehend bearbeiteten Falten und Barthaare, so notierte Boisserée im Jahre 1842, “von einem falschen Streben nach Wirkung, wie es nur der entarteten Kunst eigen ist.” Boisserée fand offenbar die Figuren des Kölner Domes nicht würdig.
Differenzierter, aber kaum weniger kritisch, äußerte sich die Kunstkritik knapp hundert Jahre später. Georg Dehio, dessen 1930 verfasste Geschichte der Deutschen Kunst geschmacksprägend war, hat die Chorpfeilerfiguren zwar als künstlerisch herausstehende Leistung würdigen können. Ihr stilistisches Ideal aber empfand er naturfremd und “in ihrer idealisierten Schönheit unbedeutend.” Zwar konnte Dehio zugestehen, dass die Kölner Chorstatuen das Bedeutendste seien, was der naturfremde Idealismus der gotischen Epoche hervorgebracht habe. Dennoch hat er als Einzelmotiv die „stereotypen Biegungen dieser binsenschlanken, muskel- und knochenlosen Halbmänner unerträglich“ gefunden. Einen Sinn erhielten die Figuren erst aus dem Zusammenklang mit den Schwingungen der Architekturglieder, der Bögen und Rippen. “Sie sind ganz Echo, nichts für sich selbst.” Dehio sieht eine Ähnlichkeit zu den zeitgleich entstandenen Straßburger Propheten. Man könne sich nicht vorstellen, was zurückbliebe, wenn man ihnen die Gewänder nähme. Die kleinen schmalen Köpfe seien einförmig und in ihrer idealisierten Schönheit unbedeutend. Ein femininer Zug gehe durch die ganze Reihe, aus der denn auch die einzige Frau, Maria, kaum als andersgeschlechtig sich abhebe. In dieser Epoche der ausklingenden ritterlichen Kultur sei das Madonnenideal offenbar zum allgemeinen Menschenideal geworden.
Den Schöpfer der Figuren sieht Dehio tief in der französischen Kunstsphäre gebunden; allerdings lasse er sich nicht auf eine bestimmte französische Schule zurückführen. “Er hat die empfangenen Eindrücke in einem höchst individuellen Sinn sich zu eigen gemacht.” Doch nicht etwa so, dass er von den Linien seiner Vorbilder abgebogen wäre, sondern so, dass er sie bis zur äußersten Konsequenz empor getrieben habe. “Er ist – man möchte sagen – überfranzösisch.”

### Gegenwärtige Rezeption
Die jüngere Kunstkritik kann den Chorpfeilerfiguren ohne Vorurteil gegenübertreten und nicht nur ihre herausragende Qualität würdigen, sondern sie sogar als Gotisches Ideal erkennen, das dem Dom als idealer Kathedrale in gleicher Vollkommenheit gegenüber trete. Peter Kurmann urteilte 2002: “Die Chorpfeilerfiguren in ihrer Goldschmiede haften Preziosität und in ihrer dem Elfenbein verwandten Eleganz sprechen eine Bildsprache, die der schreinartigen Architektur des Kölner Domes angemessen ist.”
Die jüngste monographische Würdigung der künstlerischen Ausnahmestellung der Dompfeilerfiguren hat 2012 das Kölner Domblatt versucht. Die Einsicht, die Chorpfeilerfiguren als statuarische Interpretation des eigentlich in der Buchillumination entstandenen Honoré-Stils zu werten, ist Ulrike Bergmann 2014 gelungen.